# Architettura greca classica

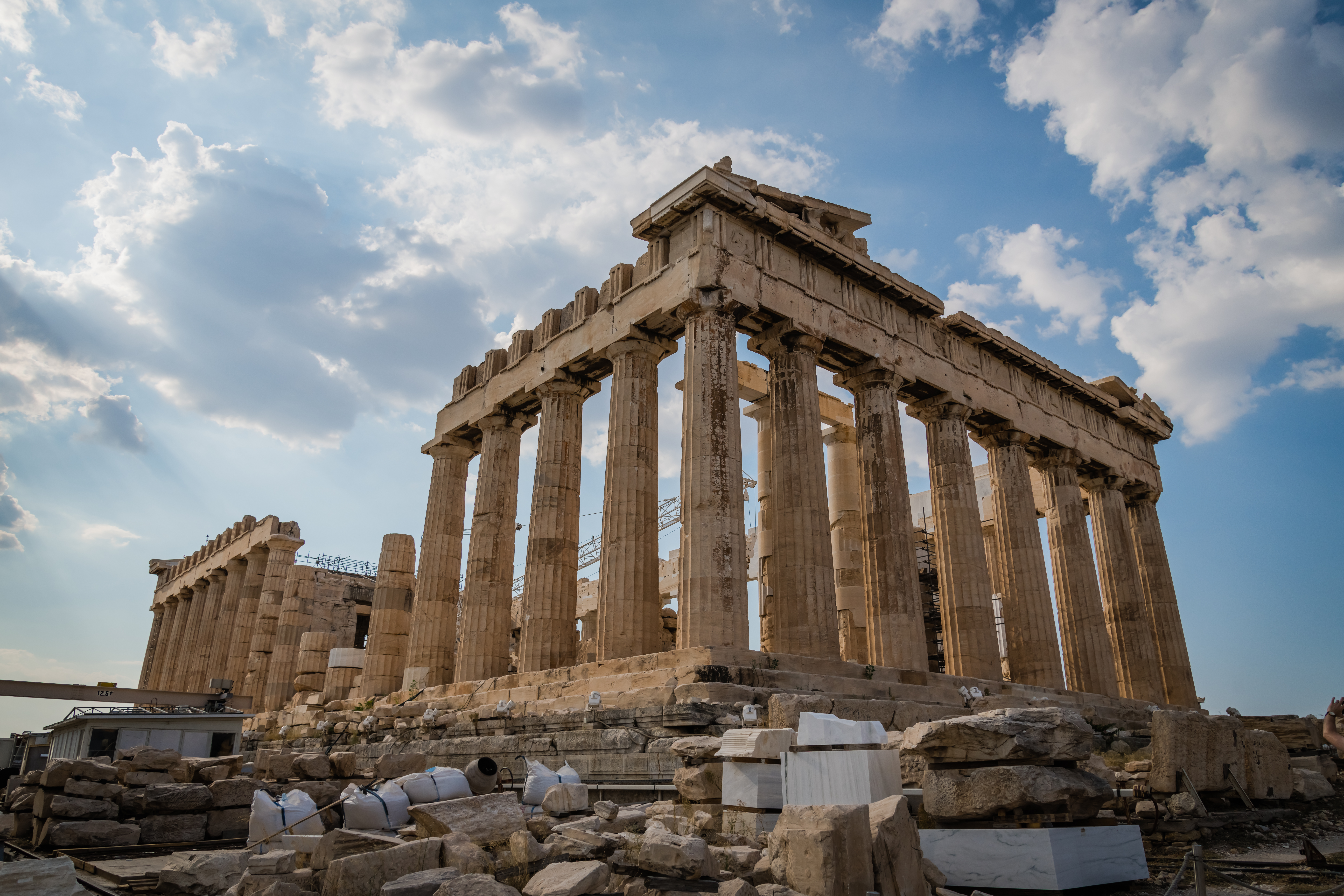
Il Partenone di Atene

L'architettura greca classica viene in genere collocata dal 480 a.C. al 400 a.C., periodo che coincide con la costruzione degli edifici più importanti dell'Acropoli di Atene, nei quali le tendenze e le capacità sviluppate del periodo arcaico trovarono un vertice di equilibrio, bellezza e armonia.
La grande fioritura architettonica di Atene coincise con un periodo di ricchezza e pace del governo di Pericle, durante il quale molte discipline artistico-speculative raggiunsero un apogeo: la scultura, la pittura, la filosofia, la tragediografia.

## Il Partenone

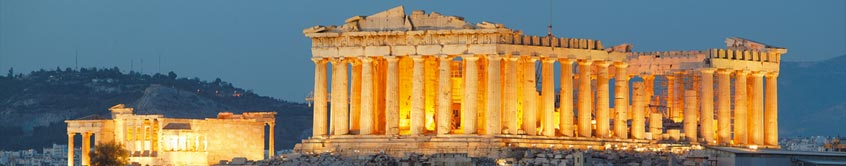
Veduta dell'Acropoli di Atene di notte

Il Partenone rappresenta la summa dell'ordine dorico e uno degli edifici più celebri nella storia dell'architettura. Fu progettato dal 447 a.C. dall'architetto Ictino, che doveva dare una degna collocazione alla nuova grandiosa statua crisoelefantina di Atena di Fidia, ricostruendo sul sito del vecchio Partenone, delle cui forme stilistiche non sappiamo molto. Il Partenone che conosciamo è il terzo edificio costruito sul sito, dopo un edificio arcaico del VI secolo a.C., riedificato dal 490 a.C. circa su una piattaforma artificiale di solido calcare sul pendio sud dell'Acropoli. Questa seconda costruzione venne interrotta dal sacco dei Persiani del 480-479 a.C. Fu incaricato della successiva ricostruzione Callicrate, ma dopo la morte di Cimone, Pericle, che era suo rivale, incaricò Ictino di creare un edificio più grande con un colonnato di 8 x 17 colonne, invece delle 6 x 16 del progetto di Callicrate. Una parte dell'edificio di Callicrate fu comunque inglobata nel nuovo edificio, come alcune colonne, alcune metope dal sapore più arcaico rispetto al fregio e il frontone. La consacrazione dell'edificio, una volta completato, avvenne nel 438 a.C., anche se il frontone venne completato di tutte le sculture solo nel 432 a.C.
Il Partenone rappresenta la perfetta fusione tra monumentalità e delicatezza dell'architettura greca. Vi sono applicati vari accorgimenti, tra i più raffinati e impercettibili, miranti ad ottenere delle correzioni ottiche: curvatura convessa dello stilobate e della trabeazione, entasi, ispessimento delle colonne d'angolo (così che in controluce sembrassero spesse come le altre), inclinazione verso l'interno delle colonne e delle pareti della cella, ecc. Queste correzioni avevano una genesi più percettiva che matematica e probabilmente alcune di queste vennero realizzate in corso d'opera. L'intercolumnio è irregolare ed è una questione ancora aperta tra gli archeologi se sia una circostanza casuale o frutto di una scelta deliberata.
La particolarità del Partenone rispetto a tutti gli altri templi dorici è comunque, più delle correzioni ottiche, l'abbondanza e la qualità del corredo scultoreo: un'abbondanza tipica dello stile ionico (come il fregio continuo nel corpo di fabbrica interno), applicata per la prima volta all'ordine dorico. Inoltre sia struttura architettonica che scultura erano create dal marmo con un processo analogo, fondendosi completamente. Un'altra novità era nel tesoro, che doveva contenere quattro colonne ioniche, la prima inclusione mista in un edificio dorico.
Sempre nell'Acropoli furono edificati altri due capolavori: i Propilei e l'Eretteo.

## I Propilei

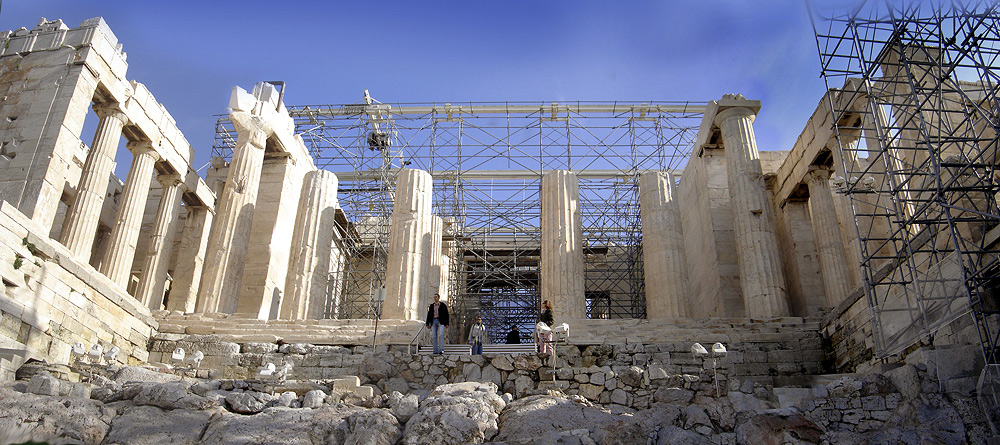
I Propilei oggi

I Propilei di Atene, anch'essi commissionati da Pericle, risalgono al 437-432 a.C. (per lo scoppio della guerra del Peloponneso furono lasciati incompleti) e rappresentavano l'ingresso monumentale alla zona templare. Furono progettati da Mnesicle usando lo stesso marmo, ma furono ancora più costosi del Partenone. La difficoltà di realizzare una costruzione simmetrica era data dalla forte pendenza del sito e dal muro di contenimento preesistente che seguiva il profilo irregolare delle pietre. Furono costruiti come un portico dorico esastilo (a sei colonne sul lato di base), che conduce a un imponente atrio colonnato. Il passaggio presentava colonne ioniche e un ricco soffitto a cassettoni in marmo, dipinto con stelle dorate su fondo azzurro.
Il raccordo dei tetti tra il portico d'ingresso e il colonnato, posti a livelli diversi, fu risolto costituendo un'unica copertura, come se il portico fosse un avancorpo dell'atrio principale. Inoltre, sul fronte occidentale, furono costruite lateralmente due ali colonnate, più basse del portico, e le due trabeazioni, ad altezza diversa, vennero collegate con una prosecuzione senza soluzione di continuità di quelle delle ali laterali verso il corpo principale. Nell'ala settentrionale venne edificata la cosiddetta Pinacoteca, una sala per simposi (l'entrata asimmetrica era certamente dovuta alla disposizione di lettighe lungo le pareti) ornata da pitture poggiate alle pareti, che presenta una facciata uniformata al resto del complesso, ma fittizia, per consentire l'accesso al previsto tempietto di Atena Nike. Quindi dietro l'ultimo pilastro del porticato verso nord non c'è niente.
Una novità dei propilei fu l'inclusione, accanto al marmo, della scura pietra eleusina. Inoltre è il primo esempio di edificio complesso, articolato su più livelli, che conserva però armoniosi rapporti di equilibrio fra tutte le parti dell'edificio. L'insolita organizzazione dei Propilei venne ripresa nel santuario ellenistico di Atena a Lindos (Isola di Rodi), in quello di Asclepio a Coo, e nell'Eretteo dell'Acropoli di Atene.

## L'Eretteo

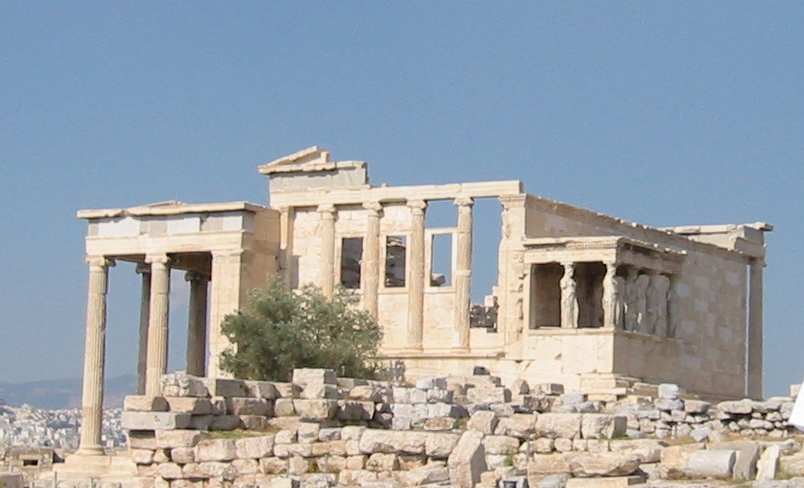
L'Eretteo

L'Eretteo era una struttura dalla forte complessità, che probabilmente aveva la funzione di contrastare con l'ordinato e massiccio Partenone a poca distanza. Il suo impianto irregolare era dovuto alla presenza nel suo interno di più santuari, tra i quali quello di Atena Poliàs, di Eretteo, di Pandroso, e di una fossa dei serpenti; vi erano inoltre conservate alcune preziosissime reliquie come l'olivo di Atena, la tomba di Re Cecrope e altro. La pianta dell'edificio prevedeva un corpo principale a forma di tempio tradizionale, intersecato con due portici sporgenti e di dimensioni diverse all'estremità ovest. Il più piccolo di questi portici, a sud verso il Partenone, è la celeberrima Loggia delle Cariatidi, mentre quello a nord era così grande da sembrare un tempio a sé stante. La pendenza su più lati, costrinse a creare i templi a livelli diversi, così che l'ingresso a oriente era di oltre nove metri più alto di quello a occidente. Forse anche per deviare lo sguardo dall'irregolarità dell'edificio venne particolarmente curata la decorazione plastica, così elaborata da non avere paragoni.

## Bassae

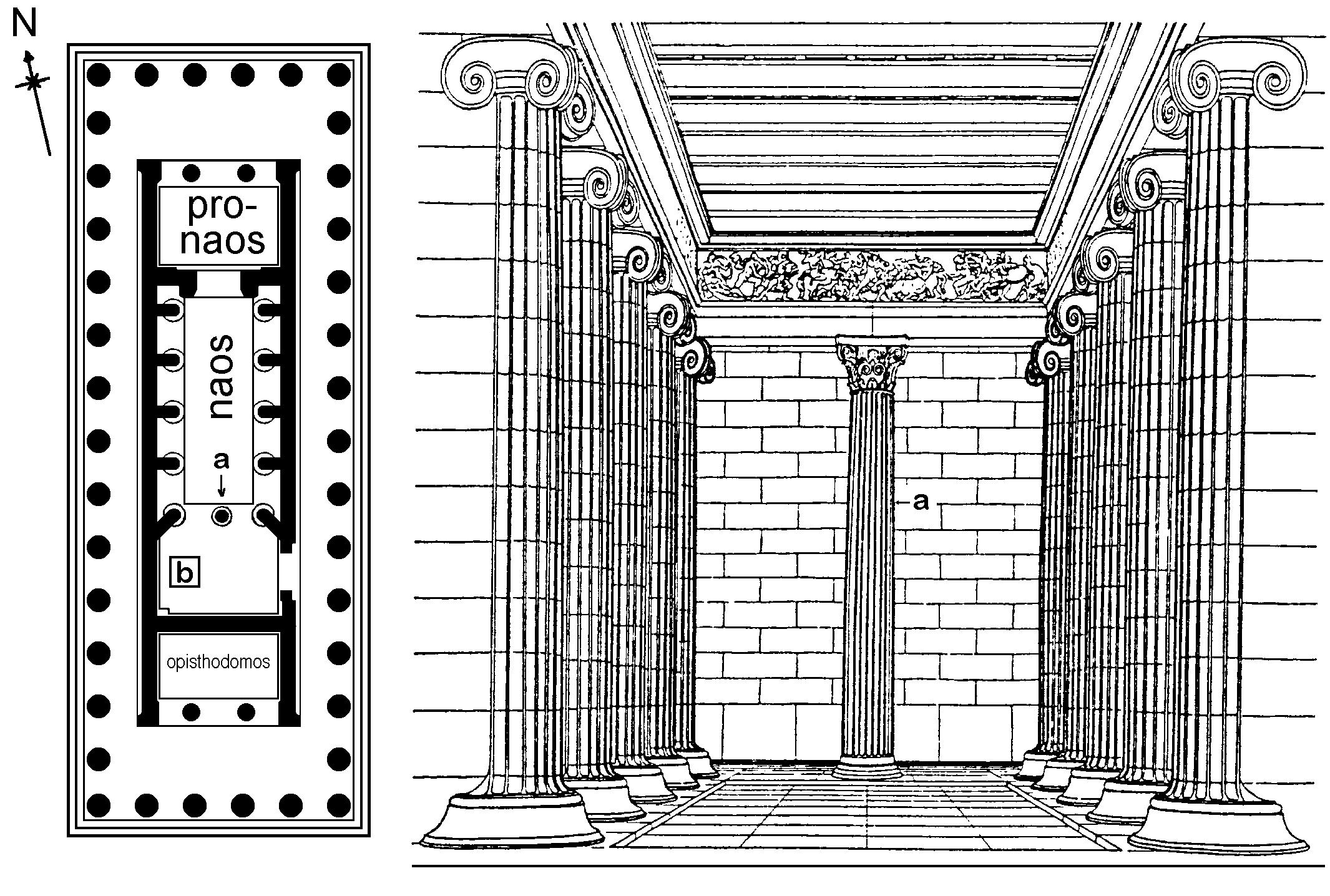
Pianta del tempio di Apollo Epikourios e prospetto della cella

Fuori da Atene il V secolo produsse un altro capolavoro: il tempio di Apollo Epicuro a Bassae, anch'esso, secondo Pausania, progettato da Ictino, tra il 429 e il 427 a.C. e terminato verso il 400 a.C. Il materiale usato era il locale calcare grigio, che dava al colonnato esterno dorico un aspetto arcaico. A parte l'entasi, non furono previste correzioni ottiche. Importanti innovazioni si presentavano però all'interno, dove la navata della cella era circondata da semicolonne ioniche grandiose, più alte di quelle esterne, e collegate alle pareti da sporgenze, già presenti in epoca arcaica nel tempio di Hera a Olimpia. Le basi delle semicolonne sono curiosamente allargate e i capitelli hanno le volute sugli angoli, come a quei tempi avevano solo le colonne d'angolo. Inoltre alla fine della cella stavano tre colonne (una sola ci è però pervenuta) con capitelli corinzi, i più antichi mai rinvenuti, e correva sui quattro lati un fregio continuo di figure: essendo disposto in un ambiente interno, a differenza del Partenone, qui si poteva apprezzare senza interruzioni, semplicemente voltando lo sguardo. La scarsa luce però ha fatto pensare che il godimento fosse indirizzato più agli dei che agli uomini.
Un'ulteriore innovazione fu la cella chiusa da una colonna oltre la quale il vano continuava, oltre la quale si trovava un'apertura sul peridromo verso est, che probabilmente illuminava la statua di Apollo con i primi raggi solari dell'alba.